# Gastrochilus guangtungensis
Gastrochilus guangtungensis är en orkidéart som beskrevs av Zhan Huo Tsi. Gastrochilus guangtungensis ingår i släktet Gastrochilus och familjen orkidéer. Inga underarter finns listade i Catalogue of Life.